# Termoterapie
Termoterapia sau terapia prin hipertermie sau termoablația este o tehnică medicală care constă în folosirea hipertermiei cu scop terapeutic în tratarea cancerului.
Termoterapia o întâlnim astăzi atât în clinicile de fizioterapie și recuperare, cât și în cabinetele de medicină tradițională. Modul de abordare este, poate, diferit, însă, în esență, este vorba despre același principiu: folosirea locală a căldurii (indiferent de sursa ei) pentru tratarea sau ameliorarea unei afecțiuni.
Termoterapia Arhivat în 15 august 2020, la Wayback Machine. este o metodă de tratament care folosește factorul termic ca agent terapeutic, iar „vectorii” utilizați pentru aceasta pot fi: apa, lumina, aerul, dar și nisipul, nămolul și parafina. În clinicile de fizioterapie și recuperare întâlnim toate aceste forme de aplicare a căldurii pentru tratarea și ameliorarea unor afecțiuni. Cele mai uzitate metode de termoterapie, în medicina alopată, sunt împachetările cu parafină sau cu nămol și lămpile pentru termoterapie (SOLUX sau UV). 

## Vezi și
- Crioterapie
- Oncotomie

## Legături externe
- „Termoterapie” la DEX online